# Unterseeboot 97 (1940)
Pour les articles homonymes, voir Unterseeboot 97.
Le Unterseeboot 97 (ou U-97) est un sous-marin (U-Boot) allemand de type VII C de la Kriegsmarine pendant la Seconde Guerre mondiale.

## Construction
L'U-97 est issu du programme 1937-1938 pour une nouvelle classe de sous-marins océaniques. Il est de type VII C lancé entre 1936 et 1940. Construit dans les chantiers de Friedrich Krupp Germaniawerft AG à Kiel, la quille du U-97 est posée le 27 septembre 1939 et il est lancé le 15 août 1940. L'U-97 entre en service un mois et demi plus tard.

## Historique
Mis en service le 28 septembre 1940, l'U-97 sert de sous-marin d'entrainement et de navire-école pour les équipages au sein de la 7. Unterseebootsflottille à Kiel.

Le 1er février 1940, l'U-97 devient opérationnel dans la 7. Unterseebootsflottille à Kiel, puis à Saint-Nazaire.
Il réalise sa première patrouille de guerre, quittant le port de Kiel, le 17 février 1941, sous les ordres du commandant Udo Heilmann. Après 19 jours en mer, trois navires marchands coulés pour un total de 16 761 tonneaux et un navire endommagé de 9 718 tonneaux, il arrive à la base sous-marine de Lorient le 7 mars 1941.
L'Unterseeboot 97 a effectué 13 patrouilles dans lesquelles il a coulé  15 navires marchands pour un total de 64 404 tonneaux, 1 navire de guerre auxiliaire de 6 833 tonneaux et a endommagé 1 navire marchand de 9 718 tonneaux au cours des 310 jours en mer.
Pour sa treizième patrouille, l'U-97 quitte la base sous-marine de Lorient le 19 novembre 1941 sous les ordres du Kapitänleutnant Hans-Georg Trox. Après 12 jours en mer et deux navires marchands coulés pour un total de 10 174 tonneaux, l'U-97 est coulé à son tour le 16 juin 1943 en Méditerranée, à l'Ouest d'Haifa à la position 33° 00′ N, 34° 00′ E, par des charges de profondeur d'un Hudson du 459. Squadron de la RAAF. 
27 des 48 membres d'équipage meurent dans cette attaque.

## Affectations
- 7. Unterseebootsflottille du 28 septembre 1940 au 31 janvier 1941
- 7. Unterseebootsflottille du 1er février 1941 au 31 octobre 1941
- 23. Unterseebootsflottille du 1er novembre 1941 au 30 avril 1942
- 29. Unterseebootsflottille du 1er mai 1942 au 16 juin 1943

## Commandements
- Udo Heilmann du 28 septembre 1940 au mai 1942
- Oberleutnant zur See Friedrich Bürgel du mai 1942 au 15 octobre 1942
- Kapitänleutnant Hans-Georg Trox du 2 février 1943 au 16 juin 1943

Nota: Les noms de commandants sans indication de grade signifie que leur grade n'est pas connu avec certitude à notre époque à la date de la prise de commandement.

## Patrouilles
|       | Commandant             | Départ            | Départ          | Arrivée         | Arrivée         | Jours     | Succès   |
| ----- | ---------------------- | ----------------- | --------------- | --------------- | --------------- | --------- | -------- |
| 1     | Udo Heilmann           | 17 février 1941   | Kiel            | 7 mars 1941     | Lorient         | 19 jours  | 26 479   |
| 2     | Udo Heilmann           | 120 mars 1941     | Lorient         | 10 avril 1941   | Saint-Nazaire   | 22 jours  | 20 510   |
| 3     | Udo Heilmann           | 1er mai 1941      | Saint-Nazaire   | 30 mai 1941     | Saint-Nazaire   | 30 jours  | 17 852   |
| 4     | Udo Heilmann           | 2 juillet 1941    | Saint-Nazaire   | 8 août 1941     | Saint-Nazaire   | 38 jours  |          |
| 5     | Udo Heilmann           | 20 septembre 1941 | Saint-Nazaire   | 27 octobre 1941 | Île de Salamine | 38 jours  | 1 966    |
| 6     | Udo Heilmann           | 23 décembre 1941  | Île de Salamine | 9 juin 1942     | Île de Salamine | 18 jours  |          |
| 7     | Udo Heilmann           | 12 janvier 1942   | Île de Salamine | 31 janvier 1942 | Île de Salamine | 20 jours  |          |
|       | Udo Heilmann           | 3 février 1942    | Île de Salamine | 8 février 1942  | La Spezia       | 6 jours   |          |
| 8     | Udo Heilmann           | 14 mars 1942      | La Spezia       | 30 mars 1942    | Île de Salamine | 17 jours  |          |
| 9     | Udo Heilmann           | 5 avril 1942      | Île de Salamine | 12 mai 1942     | La Spezia       | 38 jours  |          |
| 10    | Oblt. Friedrich Bürgel | 15 juin 1942      | La Spezia       | 4 juillet 1942  | Île de Salamine | 20 jours  | 3 974    |
| 11    | Oblt. Friedrich Bürgel | 22 juillet 1942   | Île de Salamine | 4 août 1942     | Île de Salamine | 14 jours  |          |
|       | Oblt. Friedrich Bürgel | 20 août 1942      | Île de Salamine | 29 août 1942    | La Spezia       | 10 jours  |          |
| 12    | Oblt. Hans-Georg Trox  | 10 avril 1943     | La Spezia       | 3 mai 1943      | Pola            | 24 jours  |          |
| 13    | Kptlt. Hans-Georg Trox | 5 juin 1943       | Pola            | 16 juin 1943    | Coulé           | 12 jours  | 10 174   |
| Total | Total                  | Total             | Total           | Total           | Total           | 310 jours | 80 955 t |

Nota: Les noms de commandants sans indication de grade signifie que leur grade n'est pas connu avec certitude à notre époque à la date de la prise de commandement.

Note : Kptlt. = Kapitänleutnant - Oblt.  = Oberleutnant zur See

### Opérations Wolfpack
L'U-97 a opéré avec les Wolfpacks (meutes de loup) durant sa carrière opérationnelle:
1. West (8 mai 1941 - 27 mai 1941)
2. Goeben (20 septembre 1941 - 29 septembre 1941)

## Navires coulés
L'Unterseeboot 97 a coulé 15 navires marchands pour un total de 64 404 tonneaux, 1 navire de guerre auxiliaire de 6 833 tonneaux et a endommagé 1 navire marchand de 9 718 tonneaux au cours des 13 patrouilles (310 jours en mer) qu'il effectua.
| Date             | Navire          | pavillon        | Tonnage | ! Fait    |
| ---------------- | --------------- | --------------- | ------- | --------- |
| 24 février 1941  | British Gunner  | Grande-Bretagne | 6 894   | Coulé     |
| 24 février 1941  | G.C. Brøvig     | Norvège         | 9 718   | Endommagé |
| 24 février 1941  | Jonathan Holt   | Grande-Bretagne | 4 973   | Coulé     |
| 24 février 1941  | Mansepool       | Grande-Bretagne | 4 894   | Coulé     |
| 24 mars 1941     | Chama           | Grande-Bretagne | 8 077   | Coulé     |
| 24 mars 1941     | Hørda           | Norvège         | 4 301   | Coulé     |
| 4 avril 1941     | Conus           | Grande-Bretagne | 8 132   | Coulé     |
| 6 mai 1941       | HMS Camito      | Grande-Bretagne | 6 833   | Coulé     |
| 6 mai 1941       | Sangro          | Italie          | 6 466   | Coulé     |
| 8 mai 1941       | Ramilles        | Grande-Bretagne | 4, 553  | Coulé     |
| 17 octobre 1941  | Pass of Balmaha | Grande-Bretagne | 758     | Coulé     |
| 17 octobre 1941  | Samos           | Grèce           | 1 208   | Coulé     |
| 28 juin 1942     | Memas           | Grèce           | 1 755   | Coulé     |
| 28 juin 1942     | Zealand         | Grande-Bretagne | 1 433   | Coulé     |
| 1er juillet 1942 | Marilyse Moller | Grande-Bretagne | 786     | Coulé     |
| 12 juin 1943     | Palima          | Pays-Bas        | 1 179   | Coulé     |
| 15 juin 1943     | Athelmonarch    | Grande-Bretagne | 8 995   | Coulé     |